# هاید پارک (لوس‌آنجلس)
هاید پارک (به انگلیسی: Hyde Park) یک منطقهٔ مسکونی در ایالات متحده آمریکا است که در لس آنجلس واقع شده‌است.